# Carlos Rodríguez (wielrenner)
Carlos Rodríguez Cano (Almuñécar, 2 februari 2001) is een Spaans wielrenner die in 2020 prof werd bij Team INEOS.

## Carrière

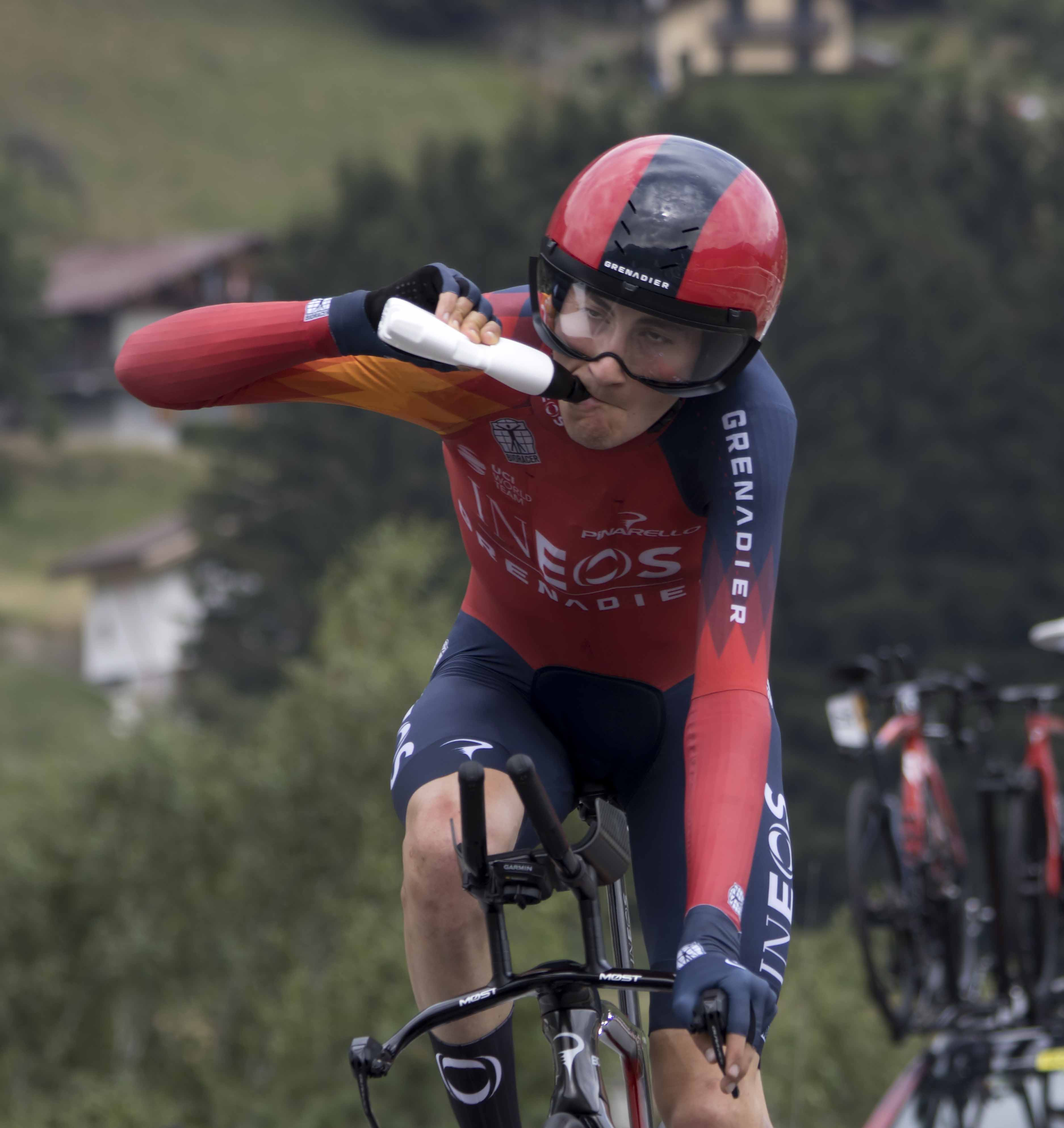
Rodríguez tijdens de Ronde van Frankrijk in 2023.

Rodríguez won in 2018 en 2019 het Spaans kampioenschap tijdrijden voor junioren. 
In 2020 maakte Rodríguez, direct vanuit de juniorencategorie, de overstap naar de World Tour, toen hij en contract tekende bij Team INEOS.
Zijn eerste etappezege in een Grote Ronde bewerkstelligde hij in de Ronde van Frankrijk 2023. In de 14e etappe kon Rodríguez profiteren van de rivaliteit tussen de latere eindwinnaar Jonas Vingegaard en de Sloveen Tadej Pogačar door in de laatste afdaling bij hen weg te rijden.

## Palmares
2018
1e etappe Ronde van Gironde
Punten- en jongerenklassement Ronde van Gironde
2e etappe deel B Trophée Centre Morbihan
 Europees kampioenschap op de weg, Junioren
 Spaans kampioen tijdrijden, Junioren
2019
Gipuzkoa Klasika 
1e etappe deel A Ronde van Gironde
Eind- puntenklassementklassement Ronde van Gironde
 Spaans kampioen tijdrijden, Junioren
2022
5e etappe Ronde van het Baskenland
Jongerenklassement Route d'Occitanie
 Spaans kampioen op de weg, Elite
Jongerenklassement Ronde van Burgos
2023
Jongerenklassement Critérium du Dauphiné
14e etappe Ronde van Frankrijk
2024
6e etappe Ronde van het Baskenland
Eind- en jongerenklassement Ronde van Romandië
8e etappe Critérium du Dauphiné
2025
Jongerenklassement Ronde van Valencia

### Resultaten in voornaamste wedstrijden
| Jaar | Ronde van Italië | Ronde van Frankrijk | Ronde van Spanje |
| ---- | ---------------- | ------------------- | ---------------- |
| 2021 |                  |                     |                  |
| 2022 |                  |                     | 7e               |
| 2023 |                  | 5e (1)              |                  |
| 2024 |                  | 7e                  | 10e              |
| 2025 |                  | opgave              |                  |

| Jaar | Luik-Bast.‑Luik | Ronde van Lombardije | Waalse Pijl | Clásica San Sebastián | Strade Bianche |  | WK op de weg |  | Wereldranglijsten |
| ---- | --------------- | -------------------- | ----------- | --------------------- | -------------- |  | ------------ |  | ----------------- |
| 2021 |                 |                      |             | 54e                   |                |  | 53e          |  | 155e (UWR)        |
| 2022 | opgave          | 5e                   | 37e         | 5e                    | 20e            |  |              |  | 29e (UWR)         |
| 2023 |                 | 7e                   |             | 15e                   | opgave         |  |              |  | 39e (UWR)         |
| 2024 |                 |                      |             |                       |                |  | 59e          |  | 20e (UWR)         |
| 2025 | 33e             |                      |             |                       |                |  |              |  |                   |

### Resultaten in kleinere rondes
| Jaar | Ronde van de VAE | Parijs-Nice | Ruta del Sol | Ronde van Catalonië | Ronde van het Baskenland | Ronde van Romandië | Critérium du Dauphiné | Eneco Tour |
| ---- | ---------------- | ----------- | ------------ | ------------------- | ------------------------ | ------------------ | --------------------- | ---------- |
| 2020 | 72e              |             |              |                     |                          |                    |                       | 53e        |
| 2021 |                  |             | 4e           |                     |                          |                    | 33e                   |            |
| 2022 |                  |             | 4e           | 15e                 | 26e (1)                  |                    |                       |            |
| 2023 |                  |             | 4e           |                     |                          |                    | 9e                    |            |
| 2024 |                  | 28e         |              |                     | ↑ (1)                    | ↑                  | 4e (1)                |            |
| 2025 | opgave           |             |              |                     |                          | 6e                 | 9e                    |            |

(*) tussen haakjes aantal individuele etappe-overwinningen

## Ploegen
- 2020 –  Team INEOS
- 2021 –  INEOS Grenadiers
- 2022 –  INEOS Grenadiers
- 2023 –  INEOS Grenadiers
- 2024 –  INEOS Grenadiers
- 2025 –  INEOS Grenadiers

Amador · Basso · Bernal · Carapaz  · Castroviejo · Dennis   · Doull · Dunbar · Froome · Ganna   · Geoghegan Hart · Gołaś · Hayter · Henao · Kiryjenka (t/m 31 januari) · Knees · Kwiatkowski · Lawless · Moscon · Narváez · Puccio · Rivera · Rodriguez · Rowe · Sivakov · Sosa · Stannard · Swift · Thomas · Van Baarle · Wurf (vanaf 1 februari)
Amador · Van Baarle · Basso · Bernal · Carapaz  · Castroviejo · De Plus · Dennis · Doull · Dunbar · Ganna     · Geoghegan Hart · Gołaś · Hayter · Henao · Kwiatkowski · Martínez · Moscon · Narváez · Pidcock (vanaf 1 februari) · Porte ·  Puccio · Rivera · Rodriguez · Rowe · Sivakov · Sosa · Swift · Thomas · Wurf · Yates · Plapp (stagiair)
Amador · Bernal · Carapaz  · Castroviejo · De Plus · Dunbar · Fraile · Ganna   · Geoghegan Hart · E. Hayter · Heiduk · Kwiatkowski · Martínez · Narváez · Pidcock · Plapp · Porte ·  Puccio · Rivera · Rodriguez · Rowe · Sheffield · Sivakov · Swift · Thomas · Tulett · Turner · Van Baarle · Viviani · Wurf · Yates · L. Hayter (stagiair)